# Skins (serie de televisión estadounidense)
Skins es la adaptación estadounidense de la famosa serie británica Skins, la cual comenzó a filmarse en febrero de 2010 en Toronto, Ontario, Canadá. Su debut fue el lunes 17 de enero de 2011. Trata acerca de un grupo de jóvenes a través de sus últimos años de instituto. Como en la versión británica, la trama explorará temas acerca de la familia disfuncional, enfermedades mentales (incluyendo desórdenes alimenticios), identidad de orientación sexual, abuso de sustancias y muerte. El programa fue originalmente creado por los escritores Bryan Elsley y Jamie Brittain para Columbia Pictures. En España fue emitida por el canal MTV.

## Reparto
Los personajes en la versión estadounidense son también los mismos que en la serie original, aunque algunos nombres han sido cambiados. El cambio más grande es Tea, una animadora lesbiana que remplaza al personaje de Maxxie.
- James Milo Newman como Tony Snyder (Tony Stonem).
- Rachel Thevenard como Michelle Richardson (Michelle Richardson).
- Daniel Flaherty como Stanley Lucerne (Sid Jenkins).
- Britne Oldford como Cadie Campbell (Cassie Ainsworth).
- Sofia Black-D'Elia como Tea Marvelli (Maxxie Oliver).
- Camille Crescencia-Mills como Daisy Valero (Jal Fazer).
- Jesse Carere como Chris Collins (Chris Miles).
- Ron Mustafaa como Abbud Siddiqui (Anwar Kharral).
- Eleanor Zichy como Eura Snyder (Effy Stonem).

## Episodios
- Skins: 1x01 - Tony
- Skins: 1x02 - Tea
- Skins: 1x03 - Chris
- Skins: 1x04 - Cadie
- Skins: 1x05 - Stanley
- Skins: 1x06 - Abbud
- Skins: 1x07 - Michelle
- Skins: 1x08 - Daisy
- Skins: 1x09 - Sid
- Skins: 1x10 - Eura.

## Producción
Charlie Pattinson, director de la productora Company Pictures dijo, «Estamos encantados de hacer la versión estadounidense de Skins y, en particular, para MTV, que ha acogido la serie con sus mismas ambiciones y proceso de producción. Queremos hablar con adolescentes de todos los Estados Unidos y hacer una serie que refleje sus vidas en cada aspecto».
Liz Gateley, vicepresidenta de MTV también comentó, «Skins es una de esas pocas series que cala entre su público con historias inusualmente auténticas gracias a los originales guiones y al proceso de casting que Bryan Elsley, su creador, ha desarrollado».

## Recepción

### Críticas
El debut de la serie obtuvo buenos datos, también recibió un aluvión de críticas a lo largo de toda su primera semana. Las quejas provinieron de muchos sectores de la población que creen que esta serie vulnera algunos derechos civiles y que va demasiado lejos incluso para MTV, principalmente debido al componente sexual y a tratar los temas de drogas tan abiertamente. Tal y como informa el New York Times, presionaron a los productores de la serie a cambiar el contenido, especialmente a partir del capítulo 3, en el que en principio se iba a ver a Jesse Carere, el actor que da vida a Chris, desnudo.
Por su parte, Parents Television Council (PTC) también presionó a los patrocinadores que se anunciaron en la serie (L’Oreal, Footlocker o Subway, entre otras) para que dejaran de hacerlo. Pues bien, ante estas críticas recibidas los actores de la propia serie empezaron a hablar y a expresar cuál es su opinión. Es el caso de Sofia Black-D’Elia, que interpreta a Tea. Sofia ha dado a entender que el contenido de la serie se basa en lo que los jóvenes de hoy en día hacen y que Skins es una serie que se ha atrevido a ir más allá que las demás para mostrarlo. En definitiva, que si las cosas aparecen así se debe a que en la vida real también son así en muchas ocasiones.

### Cancelación
El 9 de junio de 2011, se anunció que MTV había cancelado Skins, ya que no se conectaba con la audiencia de Estados Unidos, además de la polémica ya causada. Elsley defendió el contenido del programa diciendo que no era controversial, «sino un intento serio de ver las raíces de la vida de los jóvenes».

## Versión británica
La versión original de Skins es una serie de origen británico creada por Bryan Elsley y Jamie Brittain que se estrenó el 25 de enero de 2007 por el canal E4. 
Hay varias diferencias entre ambas versiones, como el papel del bailarín gay, Maxxie Oliver de la versión inglesa, en la norteamericana se sustituye por el papel de la pompom-girl lesbiana Tea Marvelli. Además, la colcha de Tony Snyder en la versión estadounidense son arañas. Sin embargo, en la versión original la colcha de Tony Stonem es una mujer que evoca la ambivalencia sexual de este último. De hecho, durante su viaje de estudios en Rusia, Tony Stonem afirma tener curiosidad por vivir una experiencia sexual, y lo intenta con Maxxie Oliver, incluso estando en pareja con Michelle Richardson. Así, a pesar de una adaptación muy cercana, la versión estadounidense es muy diferente sobre este tema. Desde el punto de vista cultural, podemos entender que los estadounidenses prefieren aceptar un papel de lesbiana y que son menos probables que los ingleses para aceptar un papel de gay. Gran parte de la historia en esta versión americana, lleva la misma línea, pero las historias y relaciones entre los protagonista se altera para dar un escenario más «estadounidense».